# 尹吉甫
尹吉甫（いん きっぽ）は、周の宣王の臣下で、異民族である玁狁を征伐した。また、『詩経』大雅のいくつかの詩を作ったことでも知られる。

## 詩経
『詩経』小雅ではしばしば玁狁との戦争がうたわれているが、そのうち「六月」によると、玁狁が鎬（首都の鎬京とは別の場所という）・方を経て涇水の北まで侵入してきた。王は玁狁を征伐した。文武両道に秀でた大将の吉甫は模範的に戦い、戦勝後の宴会で吉甫は多くの褒美を得たという。
『詩経』大雅の「崧高」「烝民」の2篇には「吉甫作誦」という句があり、尹吉甫の作であることがわかる。ほとんど作者名の不明な『詩経』の中でこの2篇は例外的に作者がわかっている。小序によれば、この2篇と続く「韓奕」「江漢」の都合4篇は、いずれも尹吉甫が宣王をたたえるために作った詩だという。

## 兮甲盤
宋代に発見された青銅器「兮甲盤」の銘文は、まさに尹吉甫による玁狁征伐を記している。ここでは尹吉甫は「兮甲」または「兮伯吉父」（父は甫に同じ）と呼ばれている。王国維によると「兮」が氏、「甲」が名で、「（伯）吉父」が字であり、「尹」は官名であろうという。
銘文の大意は以下のとおり：王が玁狁を征伐するときに兮甲は王に随行した。征伐は成功し、兮甲は褒美を得た。また王は兮甲に命じて淮夷を武力で脅して貢納品を出させた。これらの功績によって兮伯吉父はこの盤を作った。

## 伯奇
尹吉甫の子の伯奇（はくき）が、継母の嘘によって家を追いだされた説話は多くの書物に引かれており、書物によってさまざまに話が変形している。
『風俗通義』正失篇によれば、曽子が妻を失ったとき、「尹吉甫のように賢い人に伯奇のような孝行な子があっても（後妻のために）家を追放されることがある」と言って、再婚しなかったという。
劉向『説苑』の佚文（『漢書』馮奉世伝の顔師古注および『後漢書』黄瓊伝の章懐太子注に引く）によると、伯奇は前妻との子で、後妻との子に伯封がいた。後妻は伯封に後をつがせようとして、わざと衣の中に蜂を入れ、伯奇がそれを取ろうとする様子を見せて、伯奇が自分に欲情していると夫に思わせた。夫はそれを信じて伯奇を追放したという。ただし、『説苑』では伯奇を尹吉甫の子ではなく王子としている。
『水経注』の引く揚雄『琴清英』によると、尹吉甫の子の伯奇は継母の讒言によって追放された後、長江に身を投げた。伯奇は夢の中で水中の仙人に良薬をもらい、この薬で親を養いたいと思って歎きの歌を歌った。船人はその歌をまねた。吉甫は舟人の歌が伯奇のものに似ていると思って琴で「子安之操」という曲を弾いた。
蔡邕『琴操』履霜操では、この曲を追い出された伯奇が作ったものとし、宣王がこの曲をきいて孝子の歌詞であるといったため、尹吉甫はあやまちに気づいて後妻を射殺したとする。
曹植「令禽悪鳥論」では、尹吉甫は伯奇を殺したことを後悔していたが、ある日尹吉甫は伯労（モズ）が鳴くのを聞いて伯奇が伯労に生まれかわったと思って、後妻を射殺したと言う。

## その他
尹吉甫の出身地は不明であるが、『方輿勝覧』には房陵（今の湖北省房県）の人という。現在、房県には尹吉甫鎮がある。